# Paul Renner
Paul Renner (* 9. August 1878 in Wernigerode; † 25. April 1956 in Hödingen; vollständiger Name: Paul Friedrich August Renner) war ein deutscher Typograf, Grafikdesigner, Schriftdesigner und Autor  und ist vor allem für seine Satzschrift Futura bekannt.

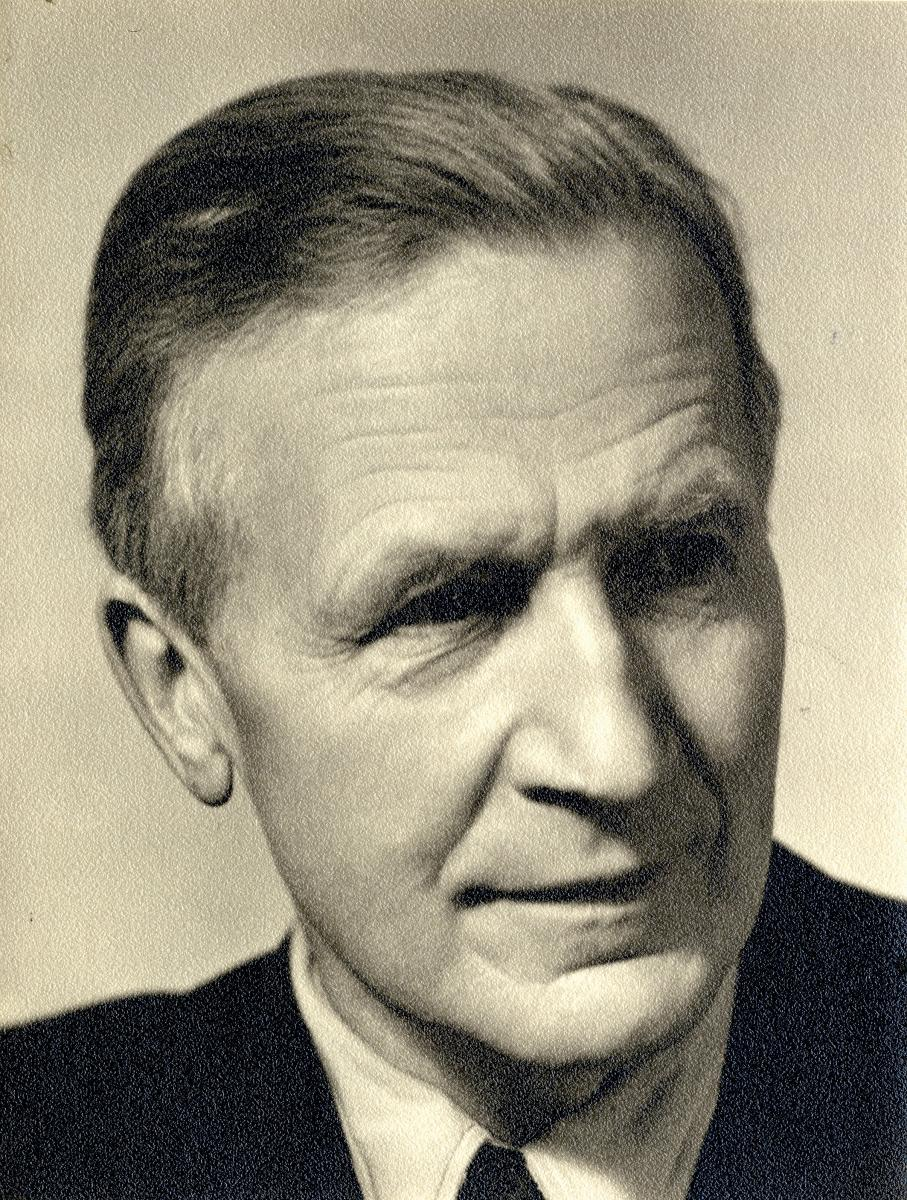
Paul Renner, um 1927

## Leben

### Beruflicher Werdegang
Paul Renner studierte Malerei an den Kunstakademien in Berlin, München (Debschitz-Schule) und Karlsruhe. Mit der Typografie befasste er sich erstmals intensiv ab 1907 im Rahmen seiner Zusammenarbeit mit dem Münchner Verleger Georg Müller. Zusammen mit Emil Preetorius (1883–1973) gründete er 1911 die Münchner Buchgewerbeschule, Schule für Illustration und Buchgewerbe in München, die 1914 mit der Debschitz-Schule zu den Münchner Lehrwerkstätten vereinigt wurde. Renner berief Maria Gundrum als Lehrerin an die Schule und half ihr in München eine Existenz aufzubauen.
1910 wurde Renner in den Deutschen Werkbund berufen. 1925 bis 1926 lehrte er an der Frankfurter Kunstschule Werbegrafik und Typografie, wo er für das Neue Frankfurt tätig wurde. Paul Renner wurde aus Frankfurt abgeworben, indem man ihm 1927 in München die Leitung der „Meisterschule für Deutschlands Buchdrucker“ anbot.
Die seit 1956 zur „Akademie für das Graphische Gewerbe“ umbenannte Ausbildungsstätte zählt zu den Vorläuferinstitutionen der 1971 gegründeten Hochschule für angewandte Wissenschaften München. Renner kehrte weiterhin für Vorträge und Veranstaltungen immer wieder nach Frankfurt zurück. Für seine Tätigkeit als Lehrer und Pädagoge sowohl in Frankfurt als auch in München erhielt er große Anerkennung, dokumentiert in zahlreichen Briefen ehemaliger Schüler, die sich im Nachlass von Paul Renner in der Bayerischen Staatsbibliothek befinden.

### Typografische Werke

Ausgangs-Schrifttypen

Futura von Paul Renner

In den 1920er Jahren erlebte die Entwicklung der Typografie neue Impulse, es entstanden einige geometrische Schriftschnitte. Eine der bekanntesten ist die serifenlose Futura, also ungebrochene Schriften ohne Fußstriche. Von ihr wurden im Laufe der Jahrzehnte von diversen Stempelschneidern vielfältige Variationen geschaffen. Die Bandbreite reicht von den mageren Schnitten bis hin zu extrafetten Ausführungen. Keine dieser Schriftarten erreicht annähernd die Bedeutung der von Renner entwickelten Futura. Renner stellte 1928 nach jahrelangen Vorarbeiten seine Schrifttype „Futura“ vor, lat. ‚die Zukünftige‘. Sie orientierte sich an antiken Inschriften und entsprach den Anforderungen der vom Bauhaus geprägten neuen Typografie.
- Futura (1928)
- Plak (1928)
- Futura fett (1929)
- Futura mager (1932)
- Ballade (1938)
- Renner Antiqua (1939)
- Futura steil (1953–1954)

Förderung und Unterstützung bei der Entwicklung und Einführung der neuen Schriftart fand Paul Renner von der „Bauerschen Gießerei“ in Frankfurt, wo die Schrifttypen von Georg Hartmann und Heinrich Jost produziert und vermarktet wurden. Unter anderem war Renner für die Buchbinderei Hübel und Denck tätig.

### Werke im Nachlass
Sein erstes größeres theoretisches Werk über die Typographie als Kunst veröffentlichte Renner 1922. Es folgte 1930 die Abhandlung zu Mechanisierte Grafik, 1939 erschienen die Renner-Antiqua und sein Hauptwerk Die Kunst der Typographie. Im selben Jahr veröffentlichte er Ordnung und Harmonie der Farben: eine Farbenlehre für Künstler und Handwerker, sein letztes fachliches Werk handelte Vom Geheimnis der Darstellung, 1947 die Schrift über Das moderne Buch. Als letzte Schrifttype legte er 1952 die Steile Futura vor. Renners Schriften werden in Neuauflagen publiziert und finden nach wie vor Verwendung in Unterricht und Lehre. 1937 wurde noch eine Ausstellung seiner Gemälde veranstaltet. Der Nachlass Renners befindet sich seit 2017 in der Bayerischen Staatsbibliothek, unter anderem eine umfangreiche Korrespondenz, zahlreiche signierte Bücher, Gemälde, Zeichnungen, Redemanuskripte und Vorarbeiten zu seinen theoretischen Werken.

### Widerstand gegen den Nationalsozialismus
Am 30. November 1926 sprach Renner in der Münchner Tonhalle nach den Brüdern Thomas und Heinrich Mann über den „Kampf um München als Kulturhauptstadt“. Auf der Veranstaltung wandten sich unter anderem die Schriftsteller Leo Weismantel, Walter Courvoisier und der Maler Willi Geiger gegen die nationalsozialistische Kulturpolitik. Ende 1932 veröffentlichte er im Eugen Rentsch Verlag in Zürich seine anti-nationalsozialistische Streitschrift mit dem Titel „Kulturbolschewismus?“, die in Deutschland bereits keinen Verleger mehr gefunden hatte und im NSDAP-Zentralorgan Völkischer Beobachter heftig attackiert wurde. Im April 1933 wurde Renner von den Nazis verhaftet und aus seinem Amt entlassen. Er emigrierte in die Schweiz und lebte zurückgezogen als Maler in Hödingen.

### Ehrungen
Am 24. März 2011 beschloss der Stadtrat von Wernigerode, eine Straße im heutigen Gewerbe- und Industriegebiet „Smatvelde“ nach Paul Renner zu benennen.
Am 20. September 2018 beschloss der Stadtrat von München, einen Weg im Stadtteil Schwabing-Freimann nach Paul Renner zu benennen. Viele Straßen in Neufreimann sind nach Architekten, Graphikern oder Künstlern der 1920er Jahre benannt.

## Schriften
- Typographie als Kunst. München 1922.
- Revolution der Buchschrift. In: Aloys Ruppel (Hrsg.): Gutenberg Festschrift zur Feier des 25jährigen Bestehens des Gutenbergmuseums in Mainz. Gutenberggesellschaft, Mainz 1925, S. 279–282.
- Mechanisierte Grafik. Schrift, Typo, Foto, Film, Farbe. Berlin 1930.
- Kulturbolschewismus? Zürich 1932. (als Nachdruck: Stroemfeld-Verlag 2003, ISBN 3-87877-829-5)
- Die Kunst der Typographie. Berlin 1939. (als Nachdruck: Augsburg 2003, ISBN 3-87512-414-6)
- Das moderne Buch. Lindau 1946.
- Ordnung und Harmonie der Farben. Eine Farbenlehre für Künstler und Handwerker. Ravensburg 1947.
- Vom Hand- und Verleger-Einband. Lindau 1948
- Vom Geheimnis der Darstellung. Frankfurt 1955.
- Der Künstler in der mechanisierten Welt. München 1977